# クレニム人
クレニム人（Krenim）はアメリカのSFテレビドラマ『スタートレック』シリーズに登場する架空のヒューマノイド型異星人。

## 概要
こめかみのこぶが特徴の種族。時空科学が突出して発達しており、時間軸によっては強力な時空兵器を使用する。

## 戦闘スタイル
歴史を操作できる時空侵略船を所有している。これは一撃で数千もの文明を抹消できる可能性がある凶悪な兵器だが、使用には複雑な計算が必要で、完全に望む形に歴史を操作することはほぼ不可能である。また、計算にミスが生じれば逆にクレニム自身の文明が抹消されてしまう諸刃の剣でもある。この船には防御力は無いが、違う位相に存在できる為攻撃を受けることはない。時間侵略前の文明衰退時のクレニムの戦艦は、武装も貧弱でワープ技術も低いが、時空侵略後のクレニムの戦艦は非常に強力で、攻撃にはクロノトン魚雷を使用する。これは時間兵器である為、通常のシールドがまったく効果がなく、また、その放射能は人体に有害で、時間的な障害を引き起こすことがある。

## 歴史
かつては強力な時空兵器によって広大な地域と他種族を支配していたが、ザール人などとの戦争に敗北して以降衰退の一途を辿っていた。正規の時間軸でU.S.S.ヴォイジャーがクレニム人と初の接触した直後、彼らは時空侵略船による大規模な時空侵略を成功させ、当時の広大な支配域を取り戻した。その後領域侵犯を許さないクレニムの戦艦の執拗な攻撃により、ヴォイジャーは壊滅的な被害を受ける（後の伏線になる第63話「9歳のケス」でケスが体験した「可能性の未来」でも同様に、クレニム人による攻撃でヴォイジャーは甚大な被害を受けていた）。ヴォイジャーが時間侵略船の破壊に成功すると、兵器で操作された時間軸がすべて巻き戻り修正され、現在のクレニム人は性格は穏やかとなり、支配する領域や技術力も常識的な範囲に落ち着いている。

## 代表的なクレニム人
アノラックス
22世紀中頃のクレニム帝国における時空科学の第一人者。家庭を顧みず仕事に没頭、時空兵器船を完成させその指揮官となる。時空兵器の使用によって帝国は復活するが愛する妻が新時空から消滅してしまい、彼女を取り戻すために200年間も時空兵器によるタイムライン修正を繰り返していた。2374年にU.S.S.ヴォイジャーによって時空兵器船が破壊され修復されたタイムラインでは、仕事よりも家族と過ごす時間を大切にしたため時空兵器船は建造されず設計段階に留まっている。なお『Star Trek Online』のシーズン10では、このアノラックスが残した時空兵器船の設計図がストーリー上のキーアイテムとなって登場している。